# Андреев, Владимир Яковлевич
Владимир Яковлевич Андреев (род. 12 декабря 1937, Казань) — советский хоккеист, защитник, тренер. Мастер спорта СССР. Заслуженный тренер Республики Татарстан.

## Биография
Родился 12 декабря 1937 года. Мать умерла, когда Андрееву было 8 лет, отец погиб на фронте Великой Отечественной войны. Жил с бабушкой. Играл во дворе в хоккей с мячом. В финале первенства Казани среди школьников Андреева приметил Леонид Ефремов и пригласил в «Спартак», но он стал заниматься футболом и хоккеем в «Динамо», так как оно было ближе.
В сезонах 1956/57 — 1958/59 играл в классе «Б» за команду «Красное знамя» / «Льнокомбинат». Девять сезонов (1959/60 — 1967/68) провёл в составе СК им. Урицкого.
После завершения карьеры стал тренером детско-юношеской команды при клубе.
Работал тренером и старшим тренером (1974—1977) СК им. Урицкого.
Затем вновь работал в детской спортивной школе до 65 лет. После двухлетнего перерыва два года тренировал команду в Левченко. Поcле инфаркта ушёл на пенсию.